# Cubanoptila grimaldii
Cubanoptila grimaldii là một loài Trichoptera hóa thạch trong họ Glossosomatidae.